# باسكال أنطوان فيوريلا
باسكال أنطوان فيوريلا (بالفرنسية: Pascal Antoine Fiorella)‏ هو ضابط فرنسي، ولد في 7 فبراير 1752 في أجاكسيو في فرنسا، وتوفي بنفس المكان في 3 مارس 1818.